# Aulonemia viscosa
Aulonemia viscosa là một loài thực vật có hoa trong họ Hòa thảo. Loài này được (Hitchc.) McClure mô tả khoa học đầu tiên năm 1973.